# キングダム (映像制作会社)
株式会社キングダムは、日本の映像制作会社。主に着エロのDVDを手掛けている。
2004年5月21日設立。本社所在地は、大阪府大阪市浪速区日本橋3-4-9 エグゼレジデンスタワー507号。

## 概要
2004年5月21日設立。

## 発行作品
「Empress」「Princess」などのブランドレーベルを持つ。

## おもな出演タレント
- 長谷川千紗
- 黒木茉莉花
- 今井メロ
- 小田飛鳥
- 咲アンナ
- 星野美憂
- 濱田のり子、多数のDVD/Blu-ray
- 金井あや
- 紫艷
- 天野悠莉
- 山本りこ
- 秋本翼
- 荒井美恵子
- 木嶋のりこ
- 松坂南
- 有岡ゆい
- 長谷川麻理
- 堀口としみ
- 永井すみれ
- 尾崎ヒカル